# Дэвис, Варина
Статью о её дочери см. Варина Энн Дэвис
Вари́на Энн Бэнкс Хо́уэлл Дэ́вис (англ. Varina Anne Banks Howell Davis; (7 мая 1826 — 16 октября 1906) — американская писательница, журналистка, вторая жена американского политика Джефферсона Дэвиса, который стал президентом Конфедеративных Штатов Америки в 1861 году. Она была первой леди новой нации со столицей в Ричмонде, штат Вирджиния, несмотря на то что родилась и выросла на Юге, училась в Филадельфии, у неё были родственники в двух регионах и нетрадиционные взгляды для женщины её статуса. Она поддерживала позицию Конфедерации по вопросам рабства и правам штатов.
После американской Гражданской войны Дэвис стала писателем, завершив мемуары мужа. Кэйт Дэвис Пулитцер привлекла её к написанию статей, а впоследствии и к ведению регулярной колонки в газете мужа Джозефа Пулитцера «New York World». После смерти её мужа в 1891 году Дэвис переехала в Нью-Йорк вместе со своей дочерью Винни. Ей очень нравилось жить в Нью-Йорке. После смерти супруга она многое сделала для примирения видных лиц Севера и Юга.

## Биография

### Ранние годы и образование
Варина Бэнкс Хоуэлл родилась в 1826 году в Натчезе, штат Миссисипи. Была дочерью Уильяма Бери Хоуэлл и Маргарет Луизы Кемп. Её отец происходил из видной нью-джерсийской семьи, его отец Ричард Хоуэлл был губернатором штата Нью-Джерси с 1794 по 1801 год и умер, когда Уильям был ребёнком. Уильям получил небольшое наследство и при помощи фамильных связей стал служащим Второго банка Соединённых Штатов.
Уильям Хоуэлл приехал в Миссисипи в то время, когда в этом регионе стремительно развивались плантации. Там он женился на Маргарет Луизе Кемп (1806—1867) из вирджинского округа Принс-Уильям. Её состоятельная плантаторская семья переехала в Миссисипи до 1816 года. Она была дочерью полковника Джозефа Кемпа, шотландско-ирландского иммигранта из северной Ирландии, ставшего плантатором и крупным землевладельцем и Маргарет Грэм из округа Принс-Уильям. Маргарет Грэм считалась незаконнорожденной, поскольку её родители, Георг Грэм, шотландский иммигрант и Сусанна Макалистер (1783—1816) из Вирджинии, никогда не были официально женаты.
После переезда его семьи из Вирджинии в Миссисипи Джозеф Кемп купил землю в Луизиане. Когда его дочь вышла замуж за Хоуэлла, он дал ей в приданое 60 рабов и 2000 акров (8.1 км 2) земли. Уильям Хоуэлл был плантатором, торговцем, почтмейстером, брокером на хлопковой бирже, банкиром и военным комиссаром, но никогда не достигал долговременных финансовых успехов. Он потерял большую часть приданого Маргарет и её наследство из-за неудачных инвестиций и дорогостоящего образа жизни. Серьезные финансовые проблемы сопутствовали им всю жизнь.
Варина родилась в Натчесе, второй ребёнок Хоуэлла из одиннадцати (семь из которых дожили до совершеннолетия). Позже её описывали как высокую и худую, с оливковым цветом лица, приписываемым её уэльскому происхождению. (Впоследствии в Ричмонде, когда она была первой леди, недоброжелатели рассказывали о ней как о «мулатке» или «индейской скво»). Когда Варине было тринадцать, её отец объявил себя банкротом. Фамильный дом Хоуэллов со всей обстановкой и рабами был конфискован кредиторами и продан на аукционе. Родные её матери Кемп вмешались, чтобы выкупить семейное имущество. Это было одно из многих неприятных событий, которые переживет Варина в своей жизни. До своего совершеннолетия она росла в усадьбе «The Briars», когда Натчес процветал, но всегда помнила, что своим положением её семья обязана богатым родственникам матери Кемпам.
Для получения образования Варину Хоуэлл отправили в Филадельфию, штат Пенсильвания в престижную женскую академию «Французская школа мадам Деборы Грело». Гугенотка Грело бежала в Америку от Французской революции и открыла школу в 1790-х. Одной из одноклассниц Варины была Сара Энн Эллис, дочь очень богатого миссисипского плантатора. (После Гражданской войны Сара Эллис Дорси, бывшая богатой вдовой, финансово поддерживала Дэвисов.)
Во время обучения в школе Варина узнала многих родственников семейства Хоуэллов с Севера, она переписывалась с некоторыми из них всю жизнь и называла себя «полукровкой», потому что имела родственников в двух регионах. Через год она вернулась в Натчес, где брала частные уроки у выпускника Гарварда и друга семьи судьи Джорджа Уинчестера. Она была очень хорошо образована, лучше многих своих сверстников, что в то время не было принято на Юге. Позднее Варина Хоуэлл Дэвис тепло вспоминала Мадам Грело и судью Винчестера, она делала все, чтобы обеспечить лучшее образование для двух своих дочерей.
В 1843 году, когда ей было 17, Хоуэллов пригласили провести рождественский сезон в усадьбе их друга Джозефа Дэвиса «Hurricane Plantation». Её родители назвали своего старшего сына в честь Джозефа. Усадьба находилась в Дэвис Бен, Миссисипи в 20 милях к югу от Виксберга и Дэвисы планировали праздник новоселья по случаю постройки новой усадьбы на плантации. (В мемуарах Марина подробно описала этот дом). Во время пребывания в доме она познакомилась с братом хозяина дома Джефферсоном Дэвисом. Дэвис, бывший на 23 года моложе Джозефа — выпускник Вест-Поинта и бывший армейский офицер. В то время он управлял собственной плантацией неподалеку от своего брата.

### Брак и семья
К моменту их встречи Джефферсону Дэвису было 35 лет и он был вдовцом. Его первая жена, Сара Нокс Тейлор, дочь будущего президента Захарии Тейлор, умерла от малярии через три месяца после свадьбы в 1835 году. Дэвис вел затворнический образ жизни последующие восемь лет, хотя начал принимать активное участие в политике. Вскоре после их встречи Хоуэлл написала своей матери:
"Я не знаю, молод или стар мистер Джефферсон. Он выглядит и тем и тем одновременно, но мне кажется, что он не молод, поскольку я слышала, что он только на два года младше тебя. Он показался мне интересным человеком, но нерешительного характера, и принимает как должное, что все согласны с ним, когда он выражает свое мнение, что оскорбляет меня. Но он весьма приятный, обладает очень красивым голосом и выигрышной манерой держать себя. На самом деле, он из тех людей, от которых можно ожидать, что они спасут кого-то от бешеной собаки, невзирая на любой риск, но потом будут настаивать на своём стоическом безразличии к испугу".
В соответствии с обычаем, Дэвис ждал разрешения родителей Варины Хоуэлл, прежде чем начать официальное ухаживание. Сначала они не одобряли его из-за многих различий в происхождении, возрасте и политике. Дэвис был демократом, а Хоуэллы, включая Варину, были вигами. В своих мемуарах Варина Хоуэлл Дэвис позже писала, что её мать была обеспокоена чрезмерной преданностью Дэвиса своим родственникам (особенно старшему брату Джозефу, который во многом воспитал его и от которого он финансово зависел) и его почти культом покойной первой жены. Хоуэллы в конечном итоге согласились на ухаживание, и вскоре пара обручилась.
Первоначально их свадьба планировалась как грандиозное мероприятие, которое состоится в «Hurricane Plantation» на Рождество 1844 года, но свадьба и помолвка были отменены незадолго до этого по неизвестным причинам. В январе 1845 года, когда Хоуэлл заболела лихорадкой, Дэвис часто посещал её. Они снова помолвились. Когда они поженились 26 февраля 1845 года в доме её родителей, присутствовали несколько родственников и друзей невесты и никого из семьи жениха.
Их короткий медовый месяц включал посещение пожилой матери Дэвиса Джейн Дэвис и посещение могилы его первой жены в Луизиане. Новобрачные поселились на плантации «Brierfield» площадью 1000 акров, которую дал Джозеф Дэвис своему самому младшему брату несколько лет назад. Она примыкала к «Hurricane Plantation». Их первое место жительства это двухкомнатный коттедж на участке, и вскоре они начали строительство главного дома. Это послужило причиной разногласий.
Вскоре после свадьбы овдовевшая и обедневшая сестра Дэвиса, Аманда Дэвис Брэдфорд, приехала жить в «Brierfield» вместе со своими семью младшими детьми. Братья Аманды решили, что она должна поселиться в большом доме, который строили Дэвисы, но они не посоветовались с Вариной Дэвис. Это пример того, что позже она называла вмешательством семьи Дэвисов в её жизнь с мужем. Её шурин Джозеф Дэвис контролировал не только брата, бывшего на 20 лет моложе, но и ещё более юную Варину во время отсутствия мужа. В то же время её родители стали финансово более зависимыми от Дэвисов, что смущало и расстраивало Варину. Младший брат Варины, родившийся уже после её замужества, был назван Джефферсоном Дэвисом Хоуэллом в честь её мужа.
У пары были длительные периоды разлуки на ранней стадии их брака, когда Джефферсон Дэвис выступал с речами и проводил кампанию для себя и других кандидатов-демократов на выборах 1846 года. Он также уезжал на длительные периоды во время мексиканской войны (1846—1848). Варину Дэвис поставили под опекунство Джозефа Дэвиса, который ей сильно не нравился. Переписка с мужем в это время показывает её растущее недовольство, которому Джефферсон не особенно сочувствовал.

### Жизнь в Вашингтоне

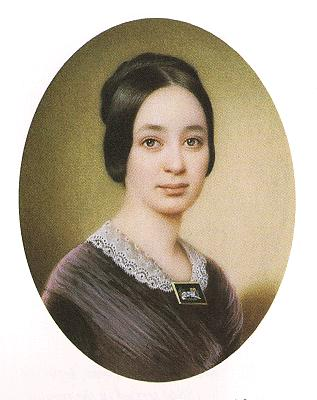
Варина в 1849 году (работа Джона Вуда Доджа)

В 1846 году Джефферсон Дэвис был избран в Палату представителей США и Варина сопровождала его в Вашингтон, который она любила. Её стимулировала социальная жизнь с умными людьми и она была известна тем, что делала «неортодоксальные наблюдения». Например, что «рабы были людьми с своими слабостями», и что «все являются 'метисами' того или иного вида». Она называла так и себя, потому что у неё были сильные семейные связи как на севере, так и на юге.
Дэвисы жили в Вашингтоне в течение большей части следующих пятнадцати лет до Гражданской войны в США, что дало Варине Хоуэлл Дэвис более широкие взгляды, чем у большинства южан. Это было её любимое место для жизни. Но, как пример их многочисленных различий, муж предпочитал жизнь на своей плантации в Миссисипи.
Вскоре он покинул своею должность в Конгрессе и вступил в армию во время войны с Мексикой (1846—1848). Варина Дэвис некоторое время возвращалась в «Brierfield», где её раздражал контроль шурина, Джозефа Дэвиса. Сохранившаяся переписка между Дэвисами этого периода выражает их разногласия и взаимное недовольство. После возвращения мужа с войны Варина Дэвис не сразу вернулась с ним в Вашингтон, когда законодательный орган штата Миссисипи назначил его на должность в Сенате.
В итоге пара примирилась. Миссис Дэвис присоединилась к своему мужу в Вашингтоне. Её супруг был необычно авторитетен для новичка-сенатора из-за связей, оставшихся у него от покойной жены и как бывший младший офицер президента Захарии Тейлора. Варина наслаждалась общественной жизнью столицы и быстро зарекомендовала себя как одна из самых популярных в городе (и одна из самых молодых) хозяйка и гостья вечеринок. В мемуарах её современницы Вирджинии Клей-Клоптон, написанных после гражданской войны, описаны живые вечеринки семей Юга с другими делегациями Конгресса, а также с международными представителями дипломатического корпуса.
После семи бездетных лет, в 1852 году Варина Дэвис родила сына Самуила. Её письма этого периода выражают счастье и изображают Джефферсона как очень любящего отца. У пары было всего шесть детей:
- Самуил Эмори Дэвис, родился 30 июля 1852 года, был назван в честь дедушки по отцовской линии; умер 30 июня 1854 года от недиагностированной болезни
- Маргарет Хоуэлл Дэвис родилась 25 февраля 1855 года. Она вышла замуж за Джоэля Аддисона Хейса-младшего (1848—1919), и они жили сначала в Мемфисе, Теннесси; позже они переехали в Колорадо-Спрингс, штат Колорадо. У них было пять детей; она была единственным ребёнком Дэвиса, вступившим в брак и имевшим семью. Она умерла 18 июля 1909 года в возрасте 54 лет.
- Джефферсон Дэвис-младший, родился 16 января 1857 года. Он умер от жёлтой лихорадки в возрасте 21 года 16 октября 1878 года во время эпидемии в долине реки Миссисипи, которая вызвала 20 000 смертей.
- Джозеф Эван Дэвис, родившийся 18 апреля 1859 года, умер в возрасте пяти лет из-за случайного падения 30 апреля 1864 года.
- Уильям Хоуэлл Дэвис родился 6 декабря 1861 года и был назван в честь отца Варины; он умер от дифтерии 16 октября 1872 года.
- Варина Энн «Винни» Дэвис родилась 27 июня 1864 года, через два месяца после смерти Джозефа. Известная как «Дочь Конфедерации», родившаяся во время войны, она умерла спустя годы после своего отца 18 сентября 1898 года, в возрасте 34 лет. После того, как родители не позволили ей вступить в брак в северную, аболиционистскую семью, она никогда не была замужем.

Дэвисы были в отчаянии после смерти их первого ребёнка в возрасте меньше двух лет в 1854 году. Варина Дэвис в значительной степени оставила на время общественную жизнь. В 1855 году она родила здоровую дочь Маргарет (1855—1909); за которым последовали два сына, Джефферсон-младший (1857—1878) и Джозеф (1859—1864), во время пребывания своего мужа в Вашингтоне, округ Колумбия. Ранняя смерть всех четырёх сыновей были огромным горем для Дэвисов.
Во время администрации Пирса Дэвис был назначен на пост военного министра. Его и президента Франклин Пирса связала личная дружба, которая продлится до конца жизни Пирса. Их жены также уважали друг друга. Пирсы потеряли своего последнего выжившего ребёнка, Бенни, незадолго до инаугурации. Они оба пострадали; Пирс стал зависим от алкоголя, и Джейн Эпплтон Пирс имела проблемы со здоровьем, включая депрессию. По просьбе Пирса, Дэвисы, как индивидуально, так и в качестве пары, часто выполняли функции официальных хозяев Белого дома вместо президента и его жены.
В соответствии с дневником Мэри Бойкин Чеснат, в 1860 году миссис Дэвис «грустно» сказала другу: «Юг отделится, если Линкольн станет президентом, и они сделают Дэвиса президентом южной стороны. И все это обязательно плохо кончится».

### Первая леди Конфедерации
Джефферсон Дэвис подал в отставку из Сената США в 1861 году, после сецессии штата Миссисипи. Варина Дэвис вернулась со своими детьми в Брирфилд, ожидая, что он будет назначен генералом в армии Конфедерации. Он был избран президентом Конфедеративных Штатов Америки новым конгрессом Конфедерации. Она не сопровождала его, когда он путешествовал в Монтгомери, штат Алабама (столица новой нации) для открытия. Несколько недель спустя она последовала за мужем и взяла на себя официальные обязанности первой леди Конфедерации.
Дэвис с ужасом встретила войну, поддерживая как рабство, так и Союз. Известно, что она сказала:
"У Юга не было материальных ресурсов, чтобы выиграть войну, а белые южане не обладали качествами, необходимыми для победы; [что её муж не подходил для политической жизни; что, возможно, женщины не были второстепенным полом, и что, возможно, было ошибкой отказывать женщинам в избирательном праве до войны.] "
Летом 1861 года Дэвис и её муж переехали в Ричмонд, штат Вирджиния, в новую столицу Конфедерации. Они жили в президентском особняке в течение оставшейся части войны (1861—1865). «Она с трудом пыталась сделать то, что от неё ожидали, но никогда не убеждала людей в своей искренности и её пребывание на посту первой леди было по большей части катастрофой», так как люди замечали двойственное отношение. Белые жители Ричмонда свободно критиковали Варину Дэвис; некоторые описали её внешний вид как напоминающий «мулатку или индейскую скво».
В декабре 1861 года она родила своего пятого ребёнка Уильяма.
Социальная турбулентность военных лет достигла президентского особняка; в 1864 году некоторые из бывших рабов Дэвиса сбежали.
Весной 1864 года 5-летний Джозеф Дэвис умер, сломав шею при падении с балкона в президентском особняке в Ричмонде. Несколько недель спустя Варина родила своего последнего ребёнка, девочку по имени Варина Энн Дэвис, которую называли «Винни». Девочка стала известна публике как «Дочь Конфедерации»; рассказы о ней и её портреты распространялись по всей Конфедерации в течение последнего года войны, чтобы повысить боевой дух. Она сохранила прозвище всю оставшуюся жизнь.

### Вдовство
Когда её муж умер, Варина Хоуэлл Дэвис завершила свою автобиографию, опубликовав её в 1890 году как «Джефферсон Дэвис. Мемуары». Сначала книга была продана всего в нескольких экземплярах, лишив её надежды заработать немного денег.
Кейт Дэвис Пулитцер, дальний родственник Джефферсона Дэвиса и жена Джозефа Пулитцера, крупного издателя газет в Нью-Йорке, встретилась с Вариной Дэвис во время визита на Юг. Она запросила у неё короткие статьи для газеты своего мужа, «The New York World». В 1891 году Варина Дэвис приняла предложение Пулитцеров стать полноправным обозревателем и переехала в Нью-Йорк со своей дочерью Винни. Они наслаждались напряженной жизнью города. Белые южане критиковали Дэвис за этот переезд на север, поскольку она считалась общественным деятелем Конфедерации, которого они сами выбрали.
В то время как Дэвис и её дочь стремились к литературной карьере, они жили в серии жилых отелей. (Их самая долгосрочная резиденция была в отеле «Жерар» по адресу 123 W. 44th Street.) Варина Дэвис написала много статей для газеты, а Винни Дэвис опубликовала несколько романов.
Винни умерла в 1898 году, а Варина унаследовала Бовуар. В октябре 1902 года она продала плантацию организации из Миссисипи «Сыновья ветеранов Конфедерации» за 10 000 долларов. Она указала, что объект должен был использоваться в качестве дома ветеранов Конфедерации, а затем в качестве памятника её мужу. «Сыновья ветеранов Конфедерации» построили казармы и разместили тысячи ветеранов и их семьи. Плантация годами использовалась как дом ветеранов. С 1953 года дом стал музеем Дэвиса. Бовуар был назначен Национальным историческим памятником. Главный дом был восстановлен, и там был построен музей, где находится президентская библиотека Джефферсона Дэвиса.
Варина Хоуэлл Дэвис была одной из многочисленных влиятельных южан, которые переехали на Север для работы после войны; их прозвали «конфедераты-саквояжники». Среди них были пара Роджер Аткинсон Прайор и Сара Агнес Райс Прайор, которые стали активными в политических и социальных кругах Демократической партии в Нью-Йорке. После работы в качестве адвоката Роджер Прайор был назначен судьей. Сара Прайор стала писателем, известным своими историями, мемуарами и романами, опубликованными в начале 1900-х годов.
В послевоенные годы примирения Дэвис подружилась с Джулией Дент Грант, вдовой бывшего генерала и президента Улисса С. Гранта, который был среди самых ненавидимых мужчин на Юге. Варина присутствовала на приеме, где она познакомилась с Букером Т. Вашингтоном, главой Института Таскиге, исторически чёрного колледжа. В старости она опубликовала некоторые из своих наблюдений и «заявила в печати, что гражданскую войну выиграла правая сторона».

### Поздние годы
Хотя Дэвис была опечалена смертью дочери Винни в 1898 году (пятой из шести её детей, умерших раньше неё), она продолжала писать для «The New York World», ей нравилась ежедневная поездка в карете через Центральный парк. Она была социально активна до тех пор, пока плохое состояние здоровья в последние годы не заставило её выйти на пенсию и оставить любую общественную жизнь. 16 октября 1906 года Дэвис умерла в возрасте 80 лет от двойной пневмонии в своей комнате в отеле «Маджестик». Её пережили дочь Маргарет Дэвис Хейс и несколько внуков и правнуков.

## Наследие
Варина Хоуэлл Дэвис удостоилась похоронной процессии по улицам Нью-Йорка. Её гроб был доставлен поездом в Ричмонд в сопровождении преподобного Натана А. Сигла, ректора Епископальной церкви Святого Стефана и старшего сына ветерана Конфедерации. Варина была похоронена с полными почестями ветеранами Конфедерации на кладбище Голливуд-Семетери рядом с могилами мужа и их дочери Винни.
Некоторое время её именем было названо некорпоративное сообществов штате Монтана, пока судья из Коннектикута Г. Г. Бисселл (англ. G. G. Bissell) не возразил против этого и не изменил название поселения на Вирджиния-Сити.
Портрет миссис Дэвис, названный «Вдова Конфедерации» (1895), был написан американским художником, швейцарцем по происхождению, Адольфо Мюллером-Ури (1862—1947). Он хранится в музее в Бовуар. В 1918 году Мюллер-Ури пожертвовал портрет дочери Варины, Винни Дэвис, написанный в 1897—1898 годах, в Музей Конфедерации в Ричмонде.
29 августа 2005 года ураган «Катрина» нанёс большой ущерб музею Бовуар, где находится президентская библиотека Джефферсона Дэвиса. Дом был восстановлен и вновь открыт 3 июня 2008 года. Алмаз Варины Хоуэлл Дэвис и изумрудное обручальное кольцо, одни из немногих ценных вещей, которые она смогла сохранить за годы бедности, хранились в Музее в Бовуаре и были утеряны во время разрушений ураганом «Катрина». Они были обнаружены на территории несколько месяцев спустя и возвращены в музей.

## Представление в других средствах массовой информации
- Харнетт Кейн написал «Невеста удачи» (1948), исторический роман, основанный на жизни миссис Дэвис.
- Чарльз Фрейзер, роман 2018 года, «Варина»